# Lleis d'Assentament

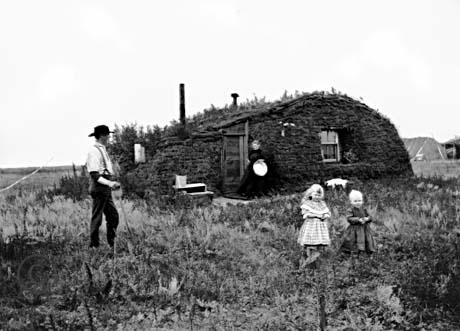
Colons noruecs a Dakota del Nord, 1898

Les Homestead Acts o Lleis d'Assentament eren diverses lleis dels Estats Units per les quals un sol·licitant podia adquirir la propietat de terres governamentals o de domini públic, normalment anomenada granja, amb la condició d'assentar-s'hi. En total, més de 650.000 km² de terreny públic, equivalent al 10% de la superfície total actual dels Estats Units, es va lliurar gratuïtament a uns 1,6 milions de propietaris. La majoria d'assentaments d'aquesta mena és a l'oest del riu Mississipi.
Les Homestead Acts, com extensió del principi de propietat, van ser una expressió de la política de Terres Lliures dels habitants dels Estats del Nord que volien que els agricultors individuals posseïssin i operessin les seves pròpies granges, a diferència dels propietaris d'esclaus del sud, que volien comprar grans extensions de terra i utilitzar mà d'obra esclava, excloent-ne així els agricultors blancs lliures.
La primera Llei, la Homestead Act de 1862, va oferir milions d'acres. Qualsevol adult que mai no hagués pres les armes contra el govern federal dels Estats Units podria presentar la sol·licitud. Eren elegibles les dones i els immigrants que havien sol·licitat la ciutadania. La Llei de 1866 posterior va incloure explícitament els negres nord-americans i els va animar a participar, però la discriminació generalitzada, les barreres sistèmiques i la inèrcia burocràtica van frenar els guanys dels negres. Malgrat això, l''historiador Michael Lanza argumenta que, tot i que la llei de 1866 no va ser tan beneficiosa com podria haver estat, va ser part de la raó que el 1900 una quarta part de tots els agricultors negres del sud tenien les seves pròpies granges.
A la segona meitat del segle xix i principis del XX es van promulgar diverses lleis addicionals. La Southern Homestead Act de 1866 va intentar abordar les desigualtats de propietat de la terra al sud durant la Reconstrucció. La Llei de Cultiu de la Fusta de 1873 concedia terres a canvi de plantar arbres; el terreny es podia afegir a una reclamació de propietat existent i no tenia cap requisit de residència.
L'esmena Kinkaid de 1904 va concedir una secció completa (una unitat de mesura del sistema topogràfic americà equivalent a 260 hectàrees) a nous propietaris que s'instal·léssn a l'oest de Nebraska. El 1909 es va aprovar una esmena a la Homestead Act de 1862, la Enlarged Homestead Act, que va duplicar la superfície assignada de 160 a 320 acres (65 a 129 ha) en zones marginals. Una altra llei esmenada, la Llei Nacional del Bestiar, es va aprovar el 1916 i va concedir 640 acres (260 ha) amb finalitats ramaderes.

## Antecedents
Els republicans del nord havien proposat lleis de concessió de terres similars a les Homestead Acts abans de la Guerra Civil, però havien estat bloquejades repetidament al Congrés pels demòcrates del sud que volien que les terres occidentals fossin obertes a la compra dels propietaris d'esclaus. La Homestead Act de 1860 sí que va ser aprovada al Congrés, però va ser vetada pel president James Buchanan, un demòcrata. Després que els estats del sud es van separar de la Unió el 1861 (i els seus representants havien abandonat el Congrés), el projecte de llei va ser aprovat i va ser signat pel president Abraham Lincoln (20 de maig de 1862). Daniel Freeman es va convertir en la primera persona a presentar una petició en virtut de la nova llei.
Entre 1862 i 1934, el govern federal va concedir 1,6 milions d'assentaments i va distribuir 270.000.000 acres de terres federals per convertir-los en propietat privada. Representava un total del 10% de tota la terra dels Estats Units. La política d'assentaments es va suspendre el 1976, excepte a Alaska, on va continuar fins al 1986. Al voltant del 40% dels sol·licitants que van iniciar el procés van poder completar-lo i obtenir el títol de la seva terra de propietat després de pagar una petita quota en efectiu.

## Història

### Llei de sol·licitud de terres de donació de 1850
La Llei de sol·licitud de terres de donació va permetre als colons reclamar terres al territori d'Oregon, que llavors incloïa els estats actuals de Washington, Oregon, Idaho i parts de Wyoming. La Llei d'Oregon es va aprovar el 1850 i va permetre als colons blancs reclamar 320 acres si eren solters o 640 a les parelles casades, entre 1850 i 1855, quan es va derogar la llei. Abans de ser derogada, la terra es venia per 1,25 dòlars per acre. Després de la creació del territori d'Oregon el 1848, el govern dels EUA havia aprovat el projecte de llei de distribució de terres més generós de la història dels EUA.
La Llei de donació de terres d'Oregon de 1850 va tenir molts efectes negatius sobre els indígenes i els negres del nord-oest del Pacífic. La llei no només va utilitzar la terra presa als indígenes al nord-oest del Pacífic, sinó que també va prohibir als ciutadans negres la propietat de terres i béns immobles. L'acte garantia terres per als colons blancs i els homes indis "mestissos” al territori d'Oregon. Aquesta llei va seguir l'aprovació de la llei orgànica territorial de 1848 que permetia a qualsevol colon blanc reclamar un màxim de sis-centes quaranta hectàrees. La Llei de donació de terres, però, també reconeixia els drets de propietat de les dones a causa del fet que el congrés permetia la donació de quatre-centes acres als colons, terres que podien ser reclamades pels caps de família, incloses les dones. Aquesta llei es diferenciava de la Homestead Act de 1866 per la inelegibilitat dels ciutadans negres a sol·licitar terres.

### Llei d'Assentaments de 1862

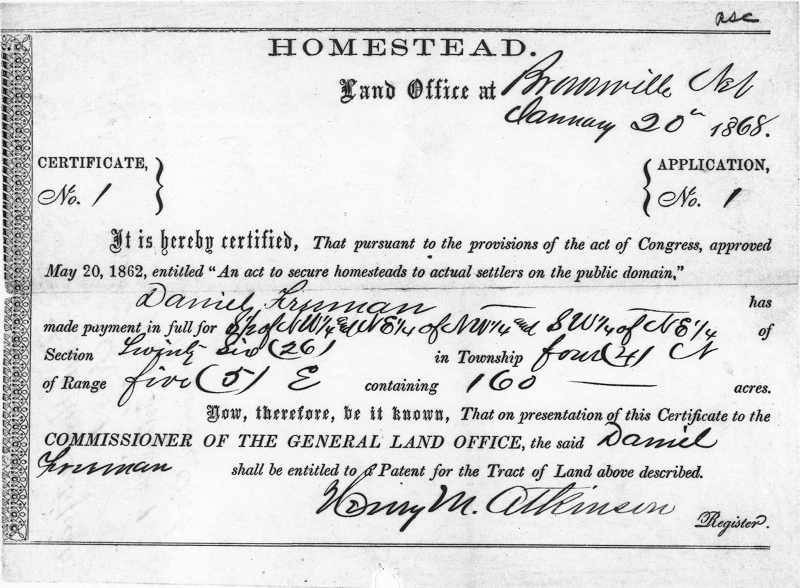
Certificat de propietat a Nebraska atorgat en virtut de la Homestead Act de 1862

L'ideal del pagès lliure de la democràcia de Jefferson encara va ser una poderosa influència en la política nord-americana durant la dècada de 1840-1850, amb molts polítics que creien que una llei d'assentaments ajudaria a augmentar el nombre de "pagesos virtuosos". El Partit de la Terra Lliure de 1848–52, i el nou Partit Republicà després de 1854, van exigir que les noves terres que s'obrien a l'oest es posessin a disposició dels agricultors independents, en comptes de plantadors rics que les desenvoluparien amb d'esclaus, forçant d’aquesta manera els pagesos lliures a cultivar terres marginals. Els demòcrates del sud persistentment s'havien enfrontat i havien derrotat qualsevol proposta anterior de llei de nous assentaments, ja que temien que la terra lliure atregués immigrants europeus i blancs pobres del sud cap a l'oest. Després que el Sud es va separar i els seus delegats abandonessin el Congrés el 1861, els republicans i altres partidaris de l'alt Sud van aprovar una llei d’aquestes característiques.
La intenció de la primera Homestead Act, aprovada el 1862, era liberalitzar els requisits d'assentament de la Llei de Preempció de 1841. Va ser signada per Abraham Lincoln el 20 de maig de 1862, ja que després de la Secessió als Estats Units, l'oposició més agressiva al Congrés, els Estats del Sud, havia estat eliminada.
Els seus principals defensors van ser Andrew Johnson, George Henry Evans i Horace Greeley. George Henry Evans va encunyar la frase "Voteu-vos una granja" en un intent per obtenir suport per al moviment.
Una finca típica dels nous assentaments consistia en una àrea de terreny públic a l'Oest, normalment de 160 acres, unes 65 hectàrees, concedida a qualsevol ciutadà dels Estats Units que vulgués establir-s'hi i cultivar la terra. Aquesta llei i les posteriors requerien un procediment de tres passos: presentar una sol·licitud, millorar el terreny i sol·licitar la patent o títol de propietat (escriptura). Qualsevol ciutadà que no hagués pres mai les armes contra el govern dels EUA (inclosos els antics esclaus després de la catorzena esmena) i tingués almenys 21 anys o fos el cap de família, podia presentar una sol·licitud per reclamar una concessió federal de terres. Les dones també eren elegibles. L'ocupant va haver de residir al terreny durant almenys cinc anys, i mostrar proves d'haver-hi fet millores. El procés s'havia d'acabar en set anys.
La llei va expropiar de facto els nadius americans als Estats Units de gran part de les seves terres i recursos naturals com a resultat de ser assignats i venuts als colons.

### Southern Homestead Act de 1866
Es va promulgar per permetre que els agricultors pobres arrendataris i masovers del sud esdevinguin terratinents als Estats Units del Sud durant la Reconstrucció. No va tenir gaire èxit, ja que fins i tot els preus i les taxes baixes sovint eren massa alts per als sol·licitants.

### Llei de Cultiu de la Fusta de 1873
La Timber Culture Act (Llei de Cultiu de la Fusta) va concedir fins a 160 acres de terra a un propietari que plantés almenys 40 acres (reduïts més tard a 10) d'arbres durant un període de diversos anys. Aquest quart de secció es podia sumar a una sol·licitud ja existent de propietat, oferint-se un total de 320 acres a un sol colon. D'aquesta manera s'oferia una parcel·la barata als propietaris.

### Esmena Kinkaid de 1904
Tot reconeixent que els Sandhills del centre-nord de Nebraska requerien més de 160 acres perquè un sol·licitant pogués mantenir una família, el Congrés va aprovar la Llei Kinkaid, per la que es concedien extensions més grans, de fins a 640 acres, als propietaris de Nebraska.

### Llei d'Assentaments Forestals de 1906
Aquesta llei va permetre les propietats a les Reserves Forestals (creades a partir de 1891) i els Boscos Nacionals (a partir de 1905), com a resposta als opositors a la creació de les reserves forestals de la nació, que consideraven que les terres aptes per a l'agricultura s'estaven sostraent del desenvolupament privat. Les sol·licituds d'assentament van ser revisades pel Servei Forestal dels EUA (creat el 1905). Si bé al principi es requeria la residència de cinc anys (segons la Llei de 1862), el 1913 aquesta llei es va modificar per permetre demostrar-ho en només tres anys.

### Llei d'Assentaments ampliada de 1909
Com que a principis de la dècada de 1900 gran part de les terres al·luvials baixes principals al llarg dels rius havien estat ja ocupades, la Llei Ampliada es va aprovar el 1909 per permetre l'agricultura de secà. Va augmentar el nombre d'acres per a una finca a 320 acres (130 Ha) per donar-les als pagesos que acceptaven terres més marginals, sobretot a les Grans Planúries, que no podien ser regades fàcilment.
Una afluència massiva d'aquests nous agricultors, combinada amb tècniques de cultiu inadequades i una incomprensió de l'ecologia, va provocar una immensa erosió de la terra i, finalment, es va convertir en el Dust Bowl als anys trenta del segle xx.

### Llei d'Assentaments per a la Cria de Bestiar de 1916
L'any 1916 es va aprovar la Stock-Raising Homestead Act (Llei d'Assentaments per a la cria de Bestiar) per als colons que buscaven 640 acres (260 Ha) de terreny públic amb finalitatsramaderes.

### Disposicions per als Assentaments de Subsistència sota el New Deal - 1930

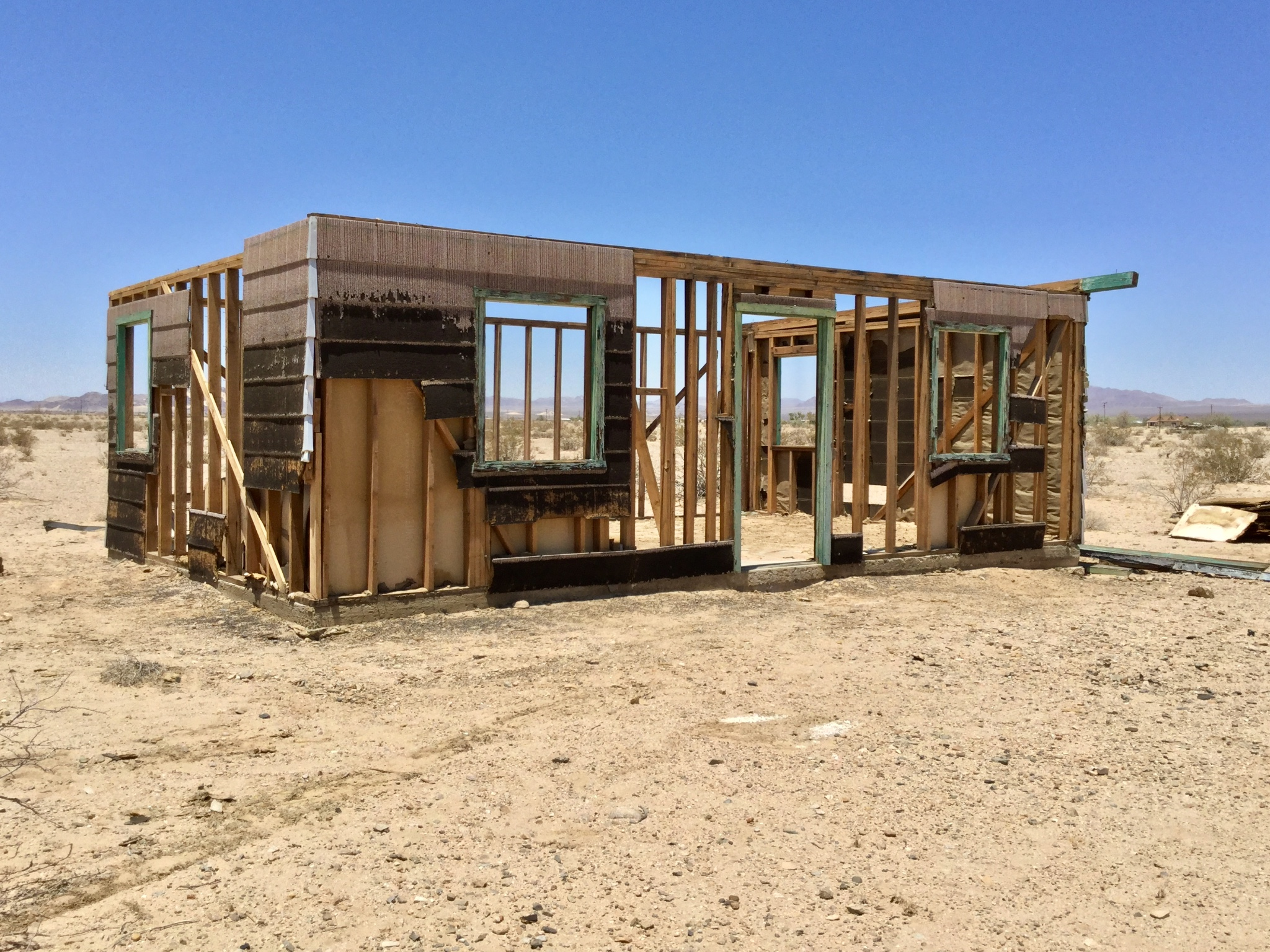
Restes d'una cabana d'assentament "Jackrabbit", típica de l'STA (Small Tracts Act) a Wonder Valley, Califòrnia.

El programa d'Assentaments de Subsistència promogut pel president nord-americà Franklin D. Roosevelt va ser implementat a la dècada de 1930 sota el New Deal, que volia corregir les conseqüències desastroses del Crack de 1929 i la subsegüent recessió de l'economia americana.
Small Tracts Act (Llei de Petites Propietats)

L'any 1938 el Congrés va aprovar una llei, anomenada Small Tract Act (STA), per la que qualsevol ciutadà podia obtenir determinades terres del govern federal amb finalitats de residència, recreació o negocis. Aquestes extensions no solen ser més grans de 5 acres, unes 2 Ha, com 2 illes de l'Eixample de Barcelona, uns 200x100 metres. La propietat s'havia de millorar amb un edifici. A partir del juliol de 1955, es va requerir que la millora fos d'un mínim de 400 peus quadrats d'espai (uns 37 m2). L'oficina de BLM de Los Angeles va oferir 4.000 finques prèviament classificades com a Small Tracts en una subhasta pública al valor de mercat, cap a l'any 1958.

## Requisits d'assentament
Les Homestead Acts tenien pocs requisits de qualificació. Un homesteader (masover) havia de ser el cap de la família o tenir almenys vint-i-un anys. Havien de viure a les terres designades, construir una casa, fer millores i cultivar-la durant un mínim de cinc anys. La taxa de presentació era de divuit dòlars (o deu per mantenir temporalment la sol·licitud de la terra).

## A la pràctica
Els colons van trobar terres i van presentar les seves sol·licituds a l'oficina regional de terres, generalment en unitats familiars individuals, tot i que alguns van formar comunitats més integrades. Sovint, l'assentament constava de diversos edificis o estructures a més de la casa principal.
La Homestead Act de 1862 va donar lloc més tard a un nou fenomen, les grans curses per la terra, o Land runs, com els Land Runs d'Oklahoma dels anys 1880 i 90.

## Fi de la política d'assentaments

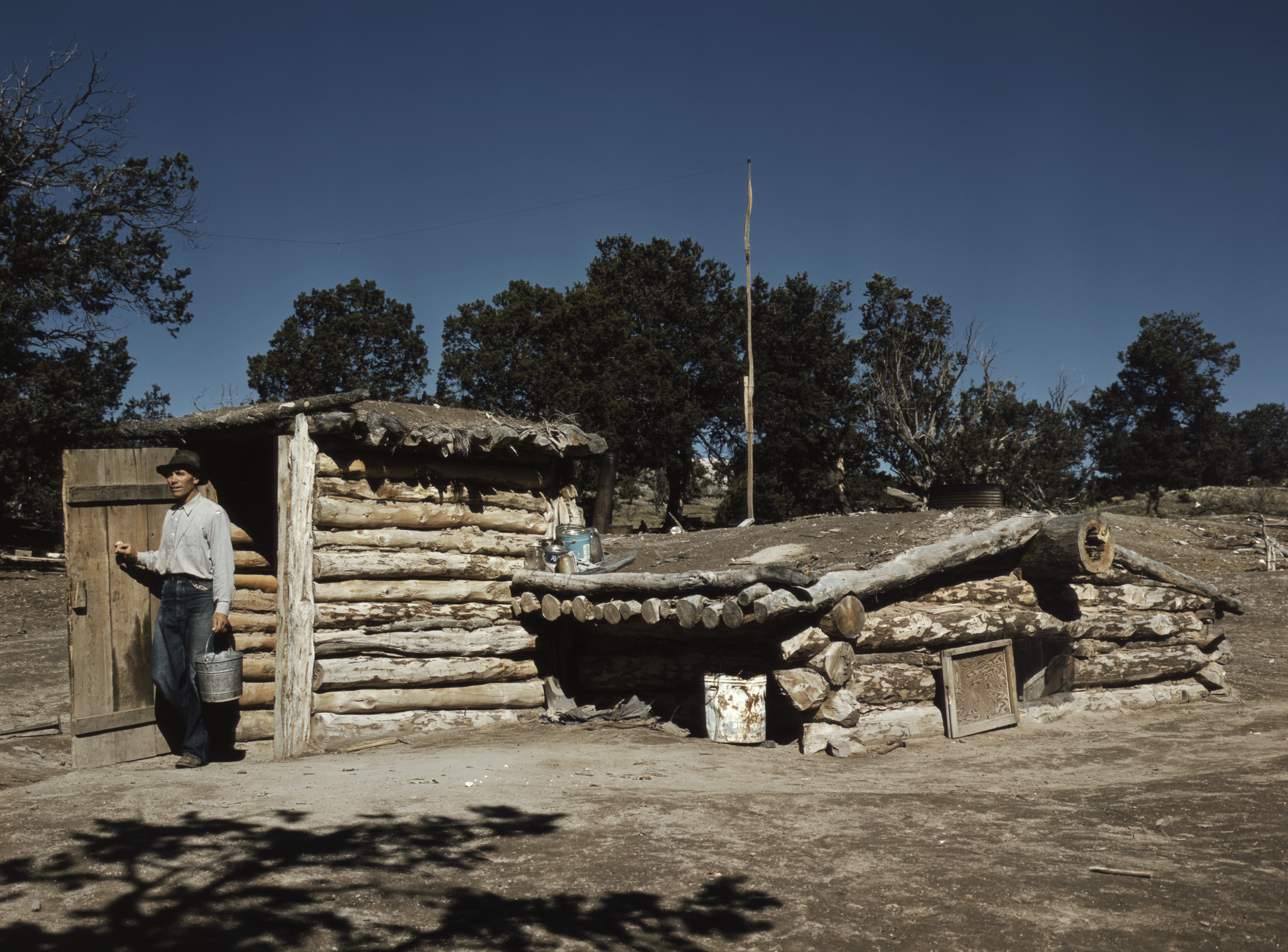
Casa mig enterrada (dugout) d'un assentament prop de Pie Town, Nou Mèxic, 1940

La Llei federal de gestió i política de terres de 1976 va acabar amb la política d'assentaments. Llavors, la política del govern federal havia canviat cap a mantenir el control de les terres públiques de l'oest. L'única excepció a aquesta nova política va ser a Alaska, per a la qual la llei va permetre l'assentament com a manera de reclamar la propietat d'una terra fins al 1986.
L'última sol·licitud emparada en aquesta Llei la va fer Ken Deardorff per 80 acres (32 Ha) de terra al riu Stony al sud-oest d'Alaska. Va complir amb tots els requisits de la llei d'assentaments el 1979, però no va rebre la seva escriptura fins al maig de 1988. És l'última persona a rebre titularitat de terres en virtut de les Homestead Acts.

## Crítica a les Lleis d'Assentament
De vegades es va abusar dels actes de la granja, però els historiadors continuen debatent-ne l'abast. A les dècades de 1950 i 1960, els historiadors Fred Shannon, Roy Robbins i Paul Wallace Gates van emfatitzar els episodis fraudulents, i els historiadors es van allunyar en gran part del tema. En les últimes dècades, però, l'argument ha estat principalment que, en conjunt, el frau era un element relativament menor i que només recentment s'han apreciat impactes molt positius sobre les dones i la família. Robert Higgs argumenta que la Homestead Act no va induir una mala assignació de recursos a llarg termini. El 1995, una enquesta aleatòria de 178 membres de l' Associació d'Història Econòmica va trobar que el 70 per cent dels economistes i el 84 per cent dels historiadors econòmics no estaven d'acord que "la política agrària dels Estats Units del segle xix, que va intentar cedir terres lliures, probablement representava un drenatge net de la capacitat productiva del país”.
Tot i que la intenció era concedir terres per a l'agricultura, a les zones àrides a l'est de les muntanyes Rocoses, 640 acres (260 Ha) eren en general massa poca terra per fer una granja viable, almenys abans de les grans inversions públiques federals en projectes d'irrigació. En aquestes zones, la gent manipulava les disposicions de la llei per aconseguir el control dels recursos, especialment l'aigua. Un esquema habitual era que un individu, que actuava com a home de palla d'una gran explotació ramadera, sol·licitava una finca al voltant d'una font d'aigua, amb el pretext que la terra s'havia d'utilitzar com a granja. Un cop atorgats els terrenys, a altres ramaders se'ls denegaria l'ús d'aquesta font d'aigua, tancant de fet el terreny públic adjacent a la competència. Aquest mètode també va ser utilitzat per grans empreses i especuladors per obtenir la propietat de la fusta i la terra productora de petroli. El govern federal va cobrar drets per l'extracció d'aquests recursos de terres públiques. D'altra banda, els plans per a assentaments eren en general inútils per a terres que contenien "minerals localitzables", com l'or i la plata, que es podien controlar mitjançant concessions mineres en virtut de la Llei de mineria de 1872, per la qual el govern federal no cobrava drets.
El govern no va desenvolupar cap mètode sistemàtic per avaluar les concessions en virtut de les lleis d'assentament. Les oficines de terres es basaven en declaracions jurades de testimonis que deien que el sol·licitant havia viscut a la terra durant el període requerit i que havia fet les millores requerides. A la pràctica, alguns d'aquests testimonis eren subornats o tenien alguns mena d'acord amb el sol·licitant.
Era una pràctica habitual i no fraudulenta que els fills elegibles d'una família nombrosa reclamessin terres properes el més aviat possible. Després d'unes quantes generacions, una família podria acumular una finca molt considerable.
Molts assentaments van ser criticats per ser massa petits per a les condicions ambientals de les Grans Planes; un camperol, emprant les eines de tracció animal típiques del segle xix per al conreu i la collita, no podria haver conreat els 1.500 acres recomanats més tard per a l'agricultura de secà. Alguns estudiosos creuen que els límits de superfície eren raonables quan es va redactar l'acta, però donen a entendre que ningú comprenia amb prou profunditat les condicions físiques específiques de les planes.
Segons Hugh Nibley, gran part de la selva tropical a l'oest de Portland, Oregon, va ser adquirida per l' Oregon Lumber Company mitjançant sol·licituds il·legals segons la Llei.

## Lleis relacionades en altres països

### Canadà
Al Canadà es van aprovar lleis similars:
L' Assemblea Legislativa d'Ontario va aprovar The Free Grants and Homestead Act el 1868, que va introduir un esquema condicional a un pla de subvencions gratuïts existent prèviament autoritzat per la Província de Canadà a The Public Lands Act de 1860. Es va ampliar per incloure l'assentament al districte de Rainy River sota la Llei de subvencions i propietats gratuïtes de Rainy River de 1886. Aquestes lleis es van consolidar el 1913 a la Llei de terres públiques, que es va ampliar encara més el 1948 per preveure subvencions gratuïtes a antics membres de les Forces Canadenques. Les disposicions originals de subvencions gratuïtes per als colons van ser derogades el 1951, i les disposicions restants van ser derogades el 1961.
El Parlament del Canadà va aprovar la Llei de Terres del Domini el 1872 per tal d'afavorir l'assentament als Territoris del Nord-oest. La seva aplicació va ser restringida després de l'aprovació de les Lleis de Recursos Naturals el 1930, i finalment va ser derogada el 1950.
L' Assemblea Legislativa del Quebec no va ampliar l'abast de la Llei de la Província del Canadà de 1860 (de la qual el Quebec actual formava part el 1860), però va preveure el 1868 que aquestes terres estaven exemptes de la confiscació, i els béns mobles també estaven exempts per al primers deu anys d'ocupació. Més tard coneguda com a Llei de protecció dels colons, va ser derogada el 1984.
Terranova i Labrador van concedir subvencions gratuïtes de terres després de provar-ne la possessió durant vint anys anteriors a 1977, amb un ús continuat per a fins agrícoles, comercials o residencials durant aquest temps. Programes similars van continuar funcionant a Alberta i Colúmbia Britànica fins al 1970. A principis del segle XXI, encara s'estan concedint algunes terres al territori del Yukon en virtut del seu Programa de Terres Agrícoles.

### Nova Zelanda
Malgrat les disposicions del Tractat de Waitangi de 1840 per a la venda de terres, el Tribunal de la Terra Maorí va decidir que totes les terres no cultivades pels maorís eren "terres ermes" i que pertanyien a la Corona britànica sense comprar-les. La majoria de les províncies de la Nova Zelanda colonial tenien lleis de terres ermes promulgades entre 1854 i 1877. La Waste Lands Act de 1874 a la província d'Auckland utilitzava el terme Homestead, amb una assignació administrada per una Junta de Terres de la Corona. Hi havia una legislació similar a Westland. Va donar fins a 75 acres (30 ha), amb els colons només pagant el cost d'una enquesta. Hi havien de viure cinc anys, construir una casa i conrear una tercera part de la terra, si ja estava oberta, o una cinquena si s'havia de desbrossar. La terra quedava confiscada si no es netejaven prou matolls. Es van fer esmenes posteriors els anys 1877, 1882 i 1885, afegint-hi detalls com ara arrendaments pastorals i perpetus i poblacions i assentaments especials. Això va contribuir a la ràpida desforestació.

### Austràlia
Diversos actes de selecció es van aprovar a l'Austràlia colonial que es basaven en les lleis de terres de la Corona. Van ser aprovats a les sis colònies australianes abans de la federació, amb la primera, Nova Gal·les del Sud, que va aprovar aquesta legislació el 1861. 

## En la cultura popular
- La sèrie Little House on the Prairie de Laura Ingalls Wilder descriu el seu pare i la seva família reclamant una granja a Kansas, i més tard al Territori de Dakota. La filla de Wilder, Rose Wilder Lane, va publicar una novel·la, Free Land, que descriu els judicis dels agricultors a l'actual Dakota del Sud.
- Novel·les de Willa Cather O pioners! i My Ántonia presenten famílies que viuen a les Grans Planes.
- La novel·la d' Oscar Micheaux The Homesteader: a Novel (1917) és una història semi-autobiogràfica d'un camperol afroamericà a Dakota del Sud poc després del tombant del segle xx.
- La novel·la per a joves de Kirby Larson, Hattie Big Sky, explora els intents d'una dona de "millorar" a la casa de la seva família abans de la data límit per conservar els seus drets.
- El musical de Rodgers i Hammerstein Oklahoma! té la seu a la febre per la terra d'Oklahoma.
- La pel·lícula musical d'Elvis Presley de 1962 Follow That Dream, adaptada de Pioneer, Go Home! (1959), presenta una família que resideix a Florida.
- La pel·lícula Far and Away, protagonitzada per Tom Cruise i Nicole Kidman, se centra en la lluita dels personatges principals per "aconseguir les seves 160 acres".
- La minisèrie <i id="mwAZk">Centennial</i> descriu el desenvolupament de la granja d'una ciutat de l'est de Colorado.
- La pel·lícula de 1953 Shane representa alguns dels primers agricultors de Wyoming contra els quals un baró del bestiar els maltracta, els amenaça i els aterroritza, anomenant-los "grangers de porcs", "destrossadors", "okupes" i altres burles i insults. Quan el ramader es torna violent, els masovers estan dividits sobre si han de marxar o mantenir les seves reclamacions. Un vagabund que treballa en una de les cases intenta actuar de mala gana.
- La pel·lícula de 2016 The Magnificent Seven, adaptada de manera senzilla de la pel·lícula homònima de 1960, compta amb Sam Chisolm, un mariscal nord -americà afroamericà criat en una granja a Lincoln, Kansas. La seva família havia estat linxada el 1867 per antics soldats de l'exèrcit confederat, contractada per un baró lladre per expulsar els colons i alliberar béns immobles a la frontera americana.